# Diário de Notícias (Porto Alegre)
Diário de Notícias foi um jornal brasileiro de Porto Alegre. Foi fundado em 23 de outubro de 1924, com a criação da Sociedade Anônima Gráfica Porto-alegrense. A primeira edição saiu a 1º de março de 1925, sob a direção de Francisco de Leonardo Truda, Raul Pilla, Adroaldo Mesquita da Costa, João Pedro Moura e outros. No final dos anos 1920 entrou em crise financeira e foi comprado em 1930 por Assis Chateaubriand, quando passou a fazer parte da construção do império dos Diários Associados. Para isso, Chateaubriand contou até com dinheiro da chapa de Getúlio Vargas à presidência, a Aliança Liberal. Foi um dos mais importantes jornais do Rio Grande do Sul. Em Porto Alegre trabalhava acompanhado da TV Piratini (pioneira no estado), Rádio Farroupilha, e Revista Campo.
A trajetória do Diário de Notícias está diretamente relacionada com a história política do estado e do país. Durante sua existência competiu diretamente com o Correio do Povo (tido como mais conservador) pelo mercado de jornais no estado, tendo superado sua tiragem em algumas ocasiões. Tinha tamanho (formato) standard e já no primeiro número apresentou uma diagramação mais dinâmica do que a dos concorrentes. Com sua relativa agilidade, produziu muitos furos de reportagem.
O Diário, como era chamado informalmente, foi impulsionador do movimento literário modernista no sul do país, divulgador da Revolução de 1930, inovador em soluções gráficas e um dos principais formadores de jornalistas de sua época em sua área de abrangência. Beneficiou-se do fornecimento de imagens da Agência Meridional de Notícias, criada no Rio de Janeiro em 1931 por Assis Chateaubriand. Assim, o Diário passaria a ter maior agilidade na divulgação das notícias. Seu principal executivo foi o jornalista Ernesto Corrêa (pai do também jornalista Fernando Ernesto Corrêa), atuando em sua direção durante 43 anos. Uma quantidade muito grande de jornalistas de destaque passou por suas redações, além de importantes colaboradores. Entre seus diagramadores destacou-se Nelson Boeira Fäedrich. O jornal também ofereceu em suas páginas o primeiro crítico de arte profissional do estado, Ângelo Guido.
Apesar de inicialmente apoiar Getúlio Vargas, muda de posição a partir do Levante Paulista de 1932. Como consequência, o jornal fica fechado de julho a dezembro e vários jornalistas são presos. Passa, então, a não fazer oposição ao presidente, mas muda radicalmente quando da redemocratização de 1945. Em 1954, chega a publicar trechos do jornal carioca Tribuna da Imprensa, fortemente antigetulista. Foi depredado e incendiado em uma manifestação popular, quando do suicídio de Vargas, depois que a população local vinculou o suicídio à campanha da imprensa. Isto levou ao início de uma gradual decadência, que culminou no seu fechamento.
O jornal só voltou a circular em março de 1955, com um prejuízo de mais de um milhão de dólares. No mesmo ano, o Diário de Notícias criou e realizou a Feira do Livro de Porto Alegre, uma ideia de Say Marques (à imagem de uma feira vista na Cinelândia, Rio de Janeiro), em associação com Henrique Bertaso (representado os livreiros e editores), aberta no dia 17 de novembro na Praça da Alfândega. A Feira foi um sucesso, permanecendo no calendário cultural anual de Porto Alegre como um de seus eventos mais importantes.
Apesar de sua história de superação de inúmeras crises, a morte de Chateaubriand em 1968 teve um impacto irreversível. Seu último exemplar circulou em 30 de dezembro de 1979.